# Celinnyj rajon (Territorio dell'Altaj)
Il Celinnyj rajon (in russo Целинный район?) è un rajon del kraj di Altaj, nella Russia asiatica; il capoluogo è Celinnoe. Il rajon, istituito nel 1925, ha una superficie di 2882 chilometri quadrati e una popolazione di circa 16.000 abitanti.